# Stockstädter Blockflötenfesttage
Die Blockflötenfesttage fanden jährlich seit 1985 an dem Wochenende nach Christi Himmelfahrt in Stockstadt am Rhein statt. Im Jahr 2020 wurde das Festival coronabedingt abgesagt. Seit 2022 finden die Blockflötenfesttage in der bayerischen Kurstadt Bad Kissingen statt.

## Geschichte
Die Blockflötenfesttage fanden erstmals 1985 in der Orangerie in Darmstadt (Darmstädter Flötentage) statt, von 1986 bis 1996 dann im Stadttheater Rüsselsheim (Rüsselsheimer Musiktage). Ab 1997 fanden sie in der Altrheinhalle in Stockstadt (Stockstädter Musiktage) statt. Die Veranstaltung wurde vom Ehepaar Eva und Wilhelm Becker initiiert und über viele Jahre zu einem renommierten Festival der Alten Musik aufgebaut. Den Mittelpunkt der Veranstaltung bildet die Konzertreihe mit internationalen Künstlern und Ensembles, die auf historischen oder neuzeitlichen Instrumenten musizieren. Während der Veranstaltung gibt es eine repräsentative Ausstellung mit Instrumenten und Musikalien.

## Künstlerische Leitung
Von 1985 bis 2016 lag die künstlerische Leitung in den Händen von Wilhelm Becker. Seit 2017 leitet Maurice Steger das Festival; 2022 wurde er zum Intendanten gewählt.

## Künstler (Auswahl)
Bei den Stockstädter Blockflötenfesttagen konzertierten Ensembles wie zum Beispiel Akademie für Alte Musik Berlin, Seldom Sene, Musica Antiqua Köln, Concerto Köln, Ensemble Hesperion XX (mit u. a. Montserrat Figueras, Jordi Savall), Lous Landes Consort (mit u. a. Pierre Hantaï, Marc Minkowski) oder La Cetra Barockorchester Basel, sowie Künstler wie  Gudrun Heyens, Dominique Visse, Barthold Kuijken, Johann Sonnleitner, Sigiswald Kuijken, Wieland Kuijken, Stephen Stubbs, Michael Schneider, René Jacobs, Christophe Rousset, Erik Bosgraaf, Dorothee Oberlinger, Adriana Breukink, Maurice Steger, Hille Perl, Sabrina Frey und Stefan Temmingh.